# Perú vs. Austria (1936)
El 8 de agosto de 1936 tuvo lugar un partido disputado entre las selecciones de fútbol de Perú y Austria, correspondiente a los cuartos de final del torneo de fútbol de los Juegos Olímpicos de 1936 en Berlín. El partido se disputó en el estadio Hertha-BSC-Platz en Berlín.
El partido fue muy controvertido, y el juego se fue a tiempo extra cuando los peruanos sacaban ventaja a los austriacos después de haber anotado dos goles. Perú marcó 5 goles durante el tiempo extra, de los cuales 3 fueron anulados por el árbitro, y ganó por el marcador final de 4-2. El partido fue anulado debido a una presunta invasión de la cancha por parte de hinchas peruanos.
Se había ordenado repetir el partido pero a puerta cerrada. La delegación peruana no aceptó dicha controversia y decidió retirarse del torneo. Al final, la victoria en el partido le fue otorgada a Austria.

## Antecedentes
En la primera ronda del torneo, Austria venció a Egipto con marcador de 3-1 mientras que Perú venció a Finlandia 7-3, con Lolo Fernández anotando 5 de los goles peruanos.

## El partido

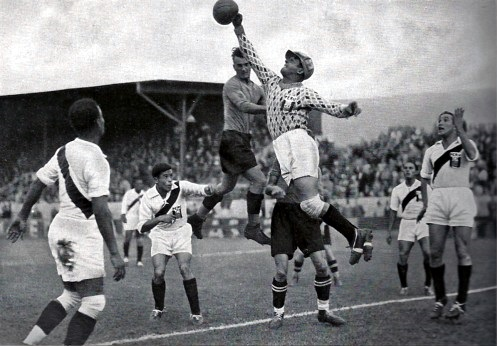
El portero peruano Juan Valdivieso impidiendo un gol austríaco.

Walter Werginz abrió el marcador para Austria a los 23 minutos, para darle a la selección austríaca una ventaja de un gol. Poco después, en el minuto 37, Klement Steinmetz puso un balón al portero peruano Juan Valdivieso para doblar la ventaja temprana de Austria. Al final del primer tiempo, el marcador fue de 0-2 a favor de los austriacos.
En riesgo de ser eliminados del torneo, los peruanos entraron al segundo tiempo con renovada determinación para extender su permanencia en el torneo. En el minuto 75, los peruanos marcaron su primer gol a través de Jorge Alcalde. 6 minutos más tarde, en el minuto 81 del partido, Alejandro Villanueva anotó el empate. El resto de minutos del partido no vio más anotaciones, y el partido entró en tiempo extra.
Perú anotó cinco veces durante el tiempo extra, pero tres goles fueron anulados por el árbitro. En consecuencia, Perú ganó con marcador de 4-2.

### Detalles del partido
| 8 de agosto de 1936 | Perú                                               | 4:2 (0:2, 2:2) (t. s.) | Austria                     | Hertha-BSC-Platz, Berlín                                       |                                                                |
|                     | Alcalde 75' · Villanueva 81' 117' · Fernández 119' | Reporte                | Werginz 23' · Steinmetz 37' | Asistencia: 5.000 espectadores Árbitro(s): Thoralf Kristiansen | Asistencia: 5.000 espectadores Árbitro(s): Thoralf Kristiansen |

|  |  |

| Perú:           |    |                      |  |     |
|                 |    |                      |  |     |
| GK              | 1  | Juan Valdivieso      |  |     |
| DF              | 2  | Arturo Fernández     |  |     |
| DF              | 3  | Víctor Lavalle       |  |     |
| MF              | 4  | Carlos Tovar         |  |     |
| MF              | 5  | Segundo Castillo     |  |     |
| MF              | 6  | Orestes Jordan       |  |     |
| FW              | 7  | Adelfo Magallanes    |  |     |
| MF              | 8  | Jorge Alcalde        |  | 82' |
| MF              | 9  | Lolo Fernández       |  |     |
| FW              | 10 | Alejandro Villanueva |  |     |
| FW              | 11 | José Morales         |  |     |
| Suplentes:      |    |                      |  |     |
| MF              | 15 | Eulogio García       |  |     |
| FW              | 19 | Teodoro Alcalde      |  |     |
| Entrenador:     |    |                      |  |     |
| Alberto Denegri |    |                      |  |     |

| Austria:    |    |                   |  |
|             |    |                   |  |
| GK          | 1  | Eduard Kainberger |  |
| DF          | 2  | Ernst Kunz        |  |
| MF          | 3  | Martin Kargl      |  |
| MF          | 4  | Anton Krenn       |  |
| FW          | 5  | Karl Wahlmüller   |  |
| FW          | 6  | Max Hofmeister    |  |
| MF          | 7  | Walter Werginz    |  |
| MF          | 8  | Adolf Laudon      |  |
| DF          | 9  | Klement Steinmetz |  |
| DF          | 10 | Josef Kitzmueller |  |
| DF          | 11 | Franz Fuchsberger |  |
| Suplentes:  |    |                   |  |
| MF          | 14 | Franz Mandl       |  |
| FW          | 16 | Karl Kainberger   |  |
| Entrenador: |    |                   |  |
| James Hogan |    |                   |  |

| Árbitros asistentes: Pal von Hertzka (Hungría) E.K. Pekonen (Finlandia) | Posiciones - GK = Portero - DF = Defensa - MF = Mediocampista - FW = Delantero |

## Después del partido
Los austríacos exigieron una revancha argumentando que una masa de aficionados peruanos habían invadido el campo, que entonces no cumplía con los requisitos para un partido de fútbol. Austria afirmó además que los jugadores peruanos "habían maltratado" a los austriacos y que los espectadores peruanos, uno con un revólver, habían "caído sobre el campo".
Tras el juego del sábado 8 de agosto, y conocido el reclamo austriaco, los dirigentes deportivos de Perú fueron convocados por la FIFA (encargada del fútbol de la Olimpiada en lugar del COI) para exponer su defensa en una audiencia especial sobre este tema, pero un testimonio indica que los dirigentes fueron retrasados por un desfile en la capital germana y nunca asistieron a la audiencia. Los argumentos peruanos nunca fueron escuchados, el Comité Olímpico Internacional y la FIFA se alinearon con los austríacos y una revancha a puerta cerrada estaba programada para el lunes 10 de agosto y luego se volvió a programar para el martes 11 de agosto. Se dice que ese mismo día, en una reunión extraordinaria del Comité Olímpico Peruano en Lima, presidido por Eduardo Dibós, se envió un telegrama urgente al presidente de la delegación peruana en Alemania, Claudio Martínez: “Anulación inaceptable. Orden presidente Benavides regresar a Lima urgente”.
Como señal de protesta contra estas acciones, que los peruanos consideran insultantes y discriminatorias, las delegaciones olímpicas completas de Perú y Colombia abandonaron Alemania. Argentina, Chile, Uruguay y México expresaron su solidaridad con Perú pero sin equipo de fútbol participante, mantuvieron sus delegaciones en Berlín. Miguel Dasso, miembro del Comité Olímpico Peruano, declaró: "No tenemos fe en el atletismo europeo. Hemos venido aquí y hemos encontrado un puñado de comerciantes". La victoria en el partido le fue concedida a Austria por defecto. Cuando la delegación peruana llegó al Callao fue recibida por millares de personas, quienes la vitorearon como verdadera campeona.
En suelo peruano, multitudes enojadas protestaron contra las decisiones del Comité Olímpico Internacional al derribar una bandera olímpica, lanzando piedras contra el consulado alemán en Lima, con estibadores negándose a cargar barcos alemanes en los muelles del Callao y escuchando discursos inflamatorios que incluyen la mención del presidente Oscar Benavides de "la astuta decisión de Berlín". Se cree popularmente que el dictador Adolf Hitler y las autoridades nazis podrían haber influido en la decisión de la FIFA o del COI, aunque sin pruebas concluyentes de ello, mientras otras versiones alegan que recién tras el fin de la Segunda Guerra Mundial, y conocidos los crímenes del nazismo, cronistas peruanos empezaron a invocar la "intervención de Hitler".

## Consecuencias

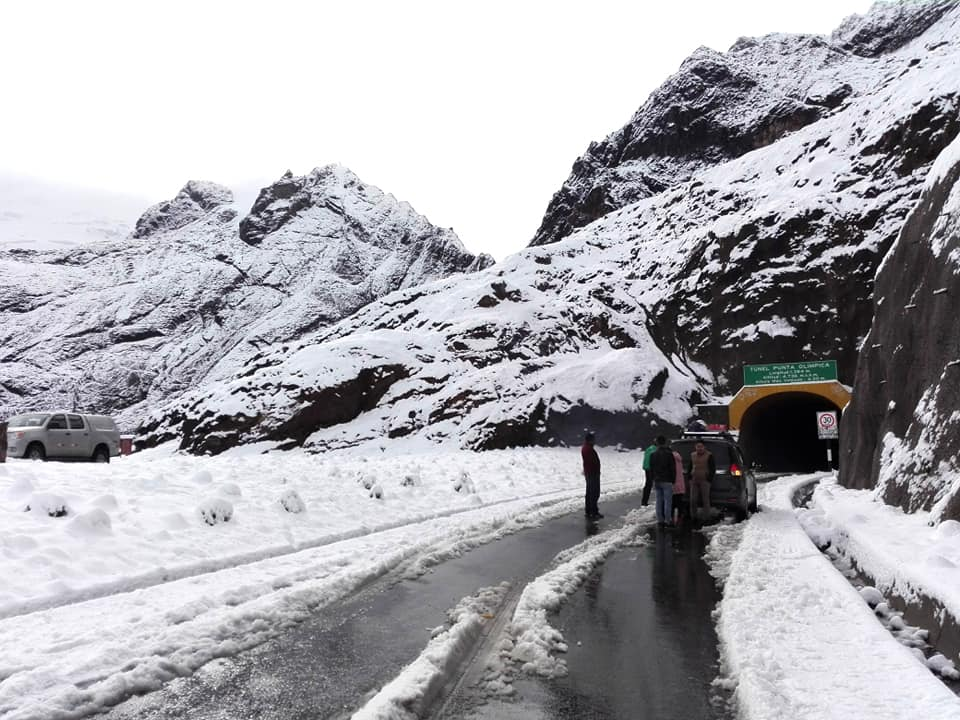
El túnel Punta Olímpica toma el nombre del pico Punta Olímpica, bautizado en 1936 en honor a la victoria de Perú.

Entre el 7 y 9 de agosto de 1936, en Perú un grupo de jóvenes chacasinos, encargados de estudiar la ruta que atravesaría la Cordillera Blanca para interconectar a su pueblo con Huaraz, bautizó a un pico andino de 5.050 m s. n. m. como "Punta Olímpica" en honor a la memorable victoria de la selección peruana. La expedición montañista se conformó por Enrique Amez, Nadal Amez, Wilfredo Amez, Serafín Conroy, Juan Falcón, Alberto Fortuna, Gustavo Loli, y Tomás Roca Vidal.
La selección de fútbol de Austria llegó posteriormente a la final del torneo donde se enfrentó a Italia, la vigente campeona mundial de la Copa Mundial de Fútbol de 1934. Esta última, resultó ser vencedora por 2-1 en la prórroga, haciendo que Austria ganara la medalla de plata. Por su lado, vinieron años de gloria para la selección de fútbol de Perú, que ganó dos años después, la medalla de oro de fútbol en los Juegos Bolivarianos de 1938 y un año más tarde ganó el Campeonato Sudamericano de 1939 frente a la selección de Uruguay. Mientras que Austria logró clasificar a la Copa Mundial de Fútbol de 1938, Perú no jugó las etapas clasificatorias; pero el equipo austriaco no participó como selección independiente pues en marzo de ese mismo año ocurrió la anexión alemana de Austria y los jugadores austriacos quedaron incorporados a la selección alemana. Dicha selección de Alemania fue derrotada por Suiza en la primera fase del torneo por un marcador de 4-2 , tras un empate 1-1 en tiempo reglamentario.

## En la ficción
En 2014, el canal peruano Frecuencia Latina emitió Goleadores, una miniserie basada en la experiencia del equipo de fútbol de Perú en las Olimpiadas de 1936.